# Abessinsk toko
Abessinsk toko (latin: Tockus hemprichii) er en næsehornsfugl, der lever i Etiopien og nabolande.